# Fosa infratemporală
Fosa infratemporală (Fossa infratemporalis) denumită și spațiul pterigomaxilomandibular este o depresiune osoasă situată pe suprafețele laterale ale craniului, dedesubt și medial de arcul zigomatic sub fosa temporală.

## Pereții
Fosa infratemporală are următorii pereți:
- Peretele lateral, format de fața temporală a osului zigomatic și a fața medială  a ramurii mandibulei.
- Peretele anterior, format de fața posterioară (infratemporală) a maxilei și fața temporală a osului zigomatic.
- Peretele medial, format de lama laterală a procesului pterigoid și fața posterioară (infratemporală) a maxilei. Pe peretele medial se găsește fisura pterigomaxilară (Fissura pterygomaxillaris) ce conduce în fosa pterigopalatină.
- Peretele superior (tavanul) al fosei infratemporale este format de fața infratemporală de pe aripa mare a sfenoidului  și dintr-o mică suprafață precondiliană a solzului osului temporal. Acesta comunică în partea superioară cu fosa temporală.
- Peretele inferior și cel posterior lipsesc (fosa infratemporală este deschisă înapoi și în jos)

## Comunicările
Fosa infratemporale comunică:
- cu cavitatea cranană – prin gaura ovală (Foramen ovale) prin care trece nervul mandibular și artera meningeană mică  și prin gaura spinoasă (Foramen spinosum) prin care trece artera meningiană mijlocie, vena meningiană mijlocie și nervul spinos.
- cu fosa temporală (Fossa temporalis) prin spațiul delimitat de arcada zigomatică.
- cu fosa pterigopalatină (Fossa pterygopalatina) prin fisura pterigomaxilară (Fissura pterygomaxillaris) prin care trece artera maxilară și artera alveolară superioră posterioră.
- cu orbita prin fisura orbitară inferioară  (Fissura orbitalis inferior) prin care trec înspre orbită nervul maxilar și artera suborbitară.
- cu canalul mandibulei (Canalis mandibulae) prin gaura mandibulei (Foramen mandibulae) prin care pătrunde mănunchiul vasculonervos alveolar inferior.

## Conținutul
În fosa infratemporală se găsesc cei doi mușchi pterigoidieni, nervul mandibular și artera maxilară. 